# Sidus
Koordinaten: 37° 54′ 48″ N, 23° 3′ 28″ O
Sidus oder Sidous (altgriechisch Σιδοῦς) war ein antiker griechischer Ort zwischen Korinth und Krommyon. Er lag vermutlich in der Nähe von Kap Susaki. Ob er direkt am Saronischen Golf oder, wie Ernst Curtius vermutete, eher im Landesinnern lag, konnte bisher noch nicht geklärt werden. Er gehörte zum Machtbereich von Korinth.
393/2 v. Chr. eroberte der spartanische Heerführer Praxitas während des Korinthischen Kriegs den Ort im Sturm. Der athenische Feldherr Iphikrates gewann 392/1 v. Chr. Sidus wieder zurück. Sidus war berühmt für seine Äpfel.